# 加納維洛 (愛荷華州)
加納維洛（英語：Garnavillo）是一個位於美國愛荷華州克萊頓縣的城市。

## 地理
加納維洛的座標為42°52′01″N 91°04′10″W / 42.86694°N 91.06944°W，而該地的平均海拔高度為324米（即1063英尺）。

## 人口
根據2010年美國人口普查的數據，加納維洛的面積為2.64平方千米，當中陸地面積為2.64平方千米，而水域面積為0.00平方千米。當地共有人口745人，而人口密度為每平方千米282人。